# Ogjen Trinlej Dordże
Ogjen Trinle Dordże (albo Urgyen Trinley Dorje; tyb. ཨུ་རྒྱན་འཕྲིན་ལས་རྡོ་རྡྟེ་ Wylie U-rgyan 'Phrin-las Rdo-rje; ur. 26 czerwca 1985 w gminie nomadów o nazwie Bakor w Lhatok we wschodnim Tybecie) – mnich buddyzmu tybetańskiego, uważany przez swoich zwolenników za XVII inkarnację Karmapy, głowy szkoły Karma Kagyu, jednej z czterech najważniejszych szkół buddyzmu tybetańskiego. Wśród wyznawców buddyzmu istnieje jednak wiele kontrowersji wokół identyfikacji XVII Karmapy.

## Życiorys
Ogjen Trinlej Dordże kiedy ukończył cztery lata, został zaproszony przez Amdo Palden Rinpocze na naukę do swego klasztoru. Mnisi widząc, że chłopiec jest szczególnie utalentowany, wznieśli dla niego tron. W maju 1992 roku Ogjen Trinlej Dordże opuścił na własną prośbę klasztor Kalek i udał się do domu rodziców. Został po tym odnaleziony przez grupę poszukiwawczą w miejscu Bakor, które opisał w swej przepowiedni XVI Karmapa i które przepowiedział XIV Dalajlama. Owa grupa była zorganizowana z klasztoru Tsurphu w celu odnalezienia siedemnastej inkarnacji Karmapy przez Jego Eminencję XII Situ Rinpocze, jednego z czterech głównych mistrzów (tulku) Karma Kagyu w hierarchii po poprzednich wcieleniach Karmapów. Został umieszczony w klasztorze Tsurphu w Chińskiej Republice Ludowej, tradycyjnej tybetańskiej siedzibie poprzednich Karmapów i ogłoszony XVII Karmapą. Na przełomie 1999/2000 roku uciekł z komunistycznych Chin przez Nepal do Indii i 5 stycznia 2000 zamieszkał w siedzibie Dalajlamy w Dharamsali w klasztorze Gjuto.
XIV Dalajlama, polityczny przywódca Tybetańczyków oraz duchowy autorytet tybetańskiej tradycji Gelug uznaje Ogjena Trinleja Dordże za obecnego Karmapę i wspiera jego edukację. Podobnie jest w przypadku pozostałych duchowych przywódców czterech wielkich tradycji buddyzmu tybetańskiego, tj. Sakja Trizina szkoły Sakja oraz nieżyjącego już Mindroling Trichen Rinpoczego ze szkoły Ningma. Rząd Chińskiej Republiki Ludowej uznaje również Ogjena Trinleja Dordże za wcielenie Karmapy.

## Kontrowersje wokół Urgyena
Szamarpa, drugi po Karmapie lama szkoły Karma Kagyu, rozpoznał jako Karmapę Taje Dordże. X Karmapa namalował thankę, na której znajduje się XVII Karmapa podpisany Thaje Dordże. W maju 2006 roku Fundacja Karmapa Charitable Trust oficjalnie uznała Taje Dordże za legalnego następcę XVI Gjałła Karmapy Rangdziung Rigpe Dordże.